# Miss Bardahl
Miss Bardahl è stato un idroplano da corsa che ha gareggiato dal 1957 al 1969 nell'Unlimited Hydroplane.

## Storia

### Primi anni
Visto il nascente interesse nei primi anni '50 verso gli idroplani da corsa a Seattle, l'imprenditore Ole Bardahl si convinse che investire in questo settore nascente fosse una buona occasione per fare pubblicità ai prodotti della sua azienda, proponendola come sponsor e rilevando parte di uno dei piccoli team nascenti dell'epoca. La prima versione di Miss Bardahl (con numero di gara U-4) venne costruita nel giardino posteriore della casa di Norm Christiansen nel '56 e originariamente portava il nome Tempest. Misurava 27 piedi e 4 pollici in lunghezza (circa 8,33 metri), ed era uno degli idroplani più piccoli mai realizzati . Il progetto fu subito fruttuoso: con Norm Evans alla guida, Miss Bardahl riuscì a ottenere il quarto posto nel Mapes Trophy di Tahoe City, sul lago Tahoe, e nella Sahara Cup a Las Vegas.
Miss Bardahl venne soprannominata Green Dragon dopo che nella prima fase della APBA Gold Cup del 1957, sul lago Washington a Seattle, riuscì ad ottenere 4 giri di vantaggio su Miss Wahoo, pilotata dall'esperto Mira Slovak.
Visti i buoni risultati ottenuti nella prima annata, Ole Bardahl decise di rilevare anche la quota di Noam Christensen, diventando l'unico proprietario di Miss Bardahl; così, contattò il progettista Ted Jones, noto per i suoi lavori con Hawaii Kai III, Miss Thriftway, Shanty I, Sho-Mo-Shun IV e Miss Wahoo, per un nuovo scafo. La costruzione fu affidata al figlio di Ted, Ron Jones, il quale ebbe un ruolo centrale nella storia di Miss Bardahl. La nuova Miss Bardahl con il nuovo numero di gara U-40, ma con ancora alla guida Norm Evans, vinse la Apple Cup l'11 maggio 1958 sul lago Washington, e in una gara di velocità massima riuscì a battere la Miss U.S. I di Fred Alter con 101 miglia orarie contro 99. Con la vittoria alla National Sweepstakes di Buffalo, Stato di New York, al Rogers Memorial Trophy a Washington, alla fine della stagione Miss Bardahl ottenne il titolo di National High Point Champion, con alle sue spalle la Miss U.S. I di Fred Alter con 2069 punti contro i 2075 della vincitrice; a tutt'oggi, rimane lo scarto più piccolo nella storia della Unlimited Hydroplane. In quella stagione Miss Bardahl ottenne anche il record di resistenza, poiché riuscì a finire ben 25 gare sulle 27 a cui partecipò.
Per la stagione del 1959, Bardahl portò dei grossi cambiamenti all'interno del progetto: introdusse un motore Rolls-Royce Merlin; Norm Evans venne sostituito da Jack Regas, il quale aveva vinto ben 6 gare di fila con Hawaii Kai III; come capo equipaggio fu arruolato George McKernan, vincitore delle ultime 5 gare della stagione precedente con il team di Miss U.S. I. Con Jack Regas, Miss Bardahl riuscì a vincere le prime due gare del Detroit Memorial Regatta, senza però vincere la manifestazione. La stagione sembrava promettente per il team di Ole Bardahl, ma alla Diamond Cup di Coeur d’Alene, Idaho, Regas fece un incidente causato dal passaggio sopra un'onda generata da una barca, riportando una frattura cranica che lo obbligò a rimanere in ospedale in coma per quasi un mese. Il team Bardahl non introdusse alcun sostituto per il posto di Regas, poiché voleva aspettare il pilota, che però, nonostante fosse presente come spettatore alla Reno Regatta, non volle tornare in nessuna competizione per ben 8 anni. Apprese le intenzioni di Regas, Bardahl corse ai ripari, ingaggiando Bill Brow, pilota ancora acerbo viste le sue uniche 5 gare nella Unlimited Hydroplane. Brow non ottenne i risultati del suo predecessore: il suo massimo fu un terzo posto alla Indiana Governor's Cup, seguito da un quarto alla Buffalo Regatta. Brow venne sostituito nella fase finale della stagione da McKernan, che comunque non ottenne risultati migliori (quarto posto alla Lake Mead Cup). Nonostante la stagione travagliata, Miss Bardahl concluse sul secondo gradino del podio dei National High Points.

### Anni '60
L'anno successivo, Bardahl si affidò al giovane pilota Jim McGuire, che fu però rimpiazzato dopo tre gare deludenti. Il sostituto per chiudere la stagione fu ancora una volta Brow, ma nuovamente i risultati non furono dei più soddisfacenti: secondo posto a Reno, terzo a Madison nell'Indiana, quarto a Washington, e quarto posto nei National High Points. Questo portò molti osservatori a credere che la carriera del Green Dragon fosse in rapido declino.
All'inizio della stagione del 1961, nonostante la mancanza di un pilota per Miss Bardahl, Ole Bardahl non ingaggiò nessuno, saltando così le prime due manifestazioni del campionato. Soltanto qualche giorno prima della terza tappa, la World’s Championship Seafair Regatta, venne svelato il nome del nuovo pilota: molti pensavano a Rex Manchester, sposatosi da poco tempo con la figlia di Ole Bardahl stesso, già collaudatore per dei test svoltisi prima dell'inizio della stagione, ma a sorpresa, la scelta cadde su Ron Musson, colui che è stato poi considerato il più grande pilota della storia nel campo degli idroplani da corsa. Prima dell'approdo su Miss Bardahl, Musson aveva vinto un paio di gare con Hawaii Kai III e la Silver Cup l'anno precedente con Nitrogen Too. Tornando ad un motore Allison, Miss Bardahl riuscì a vincere 2 gare su 3 contro Miss Thriftway, l'idroplano più vincente al tempo. Nella finale, in una gara di velocità massima, Musson riuscì a vincere per 103,7 miglia orarie contro 102,5. Successivamente, alla corsa di 3 miglia di Seattle, Miss Bardahl sconfisse tutti gli avversari più quotati: Miss Century 21, Miss Reno, Miss Spokane, Miss Seattle Too, Gale V, e Miss U.S. I. Il bilancio della stagione del 1961 fu positivo per Miss Bardahl, che si classificò seconda nei National Points e si piazzò sempre nei primi posti a parte una volta; vinse anche la famosa Silver Cup in cui Bob Hayward perse la vita a bordo della sua Miss Supertest II.
Per il 1962, Bardahl contattò Ted Jones per il progetto della terza versione della Miss Bardahl: venne creato un idroplano che portò alla vittoria del Harrah's Tahoe Trophy e al secondo posto nei National Points con un campionato col fiato sul collo della vincitrice Miss Century 21, che in quella stagione vinse ben 5 competizioni e 15 gare di fila.
Nel precampionato dell'edizione del 1963, Ron Jones lavorò sulle protezioni laterali dello scafo rendendole più aerodinamiche, lavoro dimostratosi poi fondamentale dato che è proprio dal 1963 che ha inizio l'era di splendore di Miss Bardahl, che vinse la prima manifestazione del campionato a Guntersville, Alabama, e nella seconda, valevole per la APBA Gold Cup, vinse 3 gare nelle sessioni preliminari e un secondo posto dietro a Gale V di Bill Cantrell nella finale, raggiungendo così, ben 6 anni dopo la sua nascita, la sua prima Gold Cup. Quel giorno non fu positivo solo per i risultati ottenuti, ma pure per la prestazione deludente di Miss Thriftway (ex Miss Century 21), tanto che fu Miss Bardahl a registrare il giro più veloce del giorno sia nella corsa, che nella 3 miglia. Durante la Diamond Cup, il risultato si invertì, poiché Miss Thriftway vinse con una prestazione convincente, mentre Miss Bardahl ebbe il primo guasto meccanico della sua storia, ottenendo così 0 punti. La reazione del team fu tale da permettere di completare ben 57 gare di fila, fino alla manifestazione a San Diego nel 1965. Successivamente, il team Thriftway dichiarò che la competizione dell'11 agosto sul lago Washington sarebbe stata l'ultima a cui avrebbe partecipato Miss Thriftway, dichiarando quindi l'obiettivo di chiudere la carriera degnamente. Nella gara 1-A Miss Thriftway prevalse su Miss Bardahl, e con l'avvicinarsi di una tempesta, avrebbe potuto essere dichiarata vincitrice della manifestazione sulla base di una sola gara disputata. Per fortuna del team di Ballard, la tempesta si spostò prima del tempo utile per decretare la vittoria, quindi si tornò a gareggiare. Nella gara 2-B, si assistette ad una vittoria di misura di Miss Bardahl, segnando idealmente il passaggio di consegna fra queste due squadre. Nonostante i pronostici, non fu né il team Thriftway né il team Bardahl a vincere la competizione, bensì l'idroplano Tahoe Miss. Verso la fine della stagione, Musson si ruppe diverse costole, costringendo Ole Bardahl a sostituirlo con Don Wilson per le restanti 3 competizioni del campionato. Miss Bardahl riuscì ugualmente a vincere il National High Point Champion e il Harrah's Tahoe Trophy.
Nel 1964, i team rivali di Miss Bardahl, specie Tahoe Miss, si attrezzarono al meglio per cercare di spodestare il "Green Dragon", ma non riuscirono nell'impresa: effettivamente alcuni erano più veloci, ma troppo discontinui nei risultati e persero molti punti, portando così per la prima volta Miss Bardahl a vincere sia il National High Point Champion sia la Gold Cup per due anni di fila.
Per il 1965, Ole ordinò una cabina di pilotaggio direttamente sopra al motore allo scopo di migliorare le prestazioni di Miss Bardahl a Ron Jones anziché a suo padre Ted, visto il ritiro di quest'ultimo dal mondo della Unlimited Hydroplane. Ron suggerì una cabina di sua creazione, dove il motore veniva collocato dietro, modello che ottenne dei buoni risultati nelle categorie inferiori. A causa di un ritardo nella consegna, il team optò per lo scafo del 1962, che, data una cattiva preparazione per il campionato, portò Miss Bardahl a conseguire il terzo posto nella competizione di Coeur d’Alene, dietro a Brow su Miss Exide, e Manchester su Notre Dame. Nonostante il risultato deludente, alla Gold Cup del 1965 svoltasi a Seattle Miss Bardahl ottenne il suo terzo successo di fila, evento che non avveniva dagli anni '30. Alla fine della stagione, il team Bardahl realizzò tre record mondiali nell'ultima manifestazione di San Diego sul lago Mission Bay, nella 3 miglia, nella 15 miglia e pure nella 45, con velocità di 117,13 miglia, 116,08 miglia e 115,06 miglia rispettivamente. La vittoria del titolo di National High Point Champion non fu sufficiente per convincere il team a mantenere quella versione della Miss Bardahl: fu progettata una nuova versione per la stagione successiva. 
Per un breve periodo, si pensò di suddividere la squadra: una sezione principale con la nuova U-40 con Ron Musson alla guida e una cadetta con il progetto di un idroplano che avrebbe avuto numero da corsa U-1, con il giovane Billy Schumacher ai comandi. I problemi legati alla struttura della nuova Miss Bardahl con motore sotto la cabina costrinsero gli ingegneri del team a lavorare solo su di essa, impedendo così la realizzazione del progetto di sezionamento del team. Alla tappa d'inaugurazione del campionato del 1966 a Tampa, in Florida, venne svelata la quarta versione di Miss Bardahl: a causa di un eccessivo carico sul posteriore, gli ingegneri avevano optato per posizionare il pilota davanti al motore anziché sopra. Il debutto della nuova U-40 nel campionato venne rimandato a causa di un problema di surriscaldamento del cambio. Alla sfortunata President's Cup del 1966, nella gara 1-C, Miss Bardahl dominò, arrivando al traguardo ben 33 secondi prima del secondo classificato Don Wilson; nella gara 2-B, durante un testa a testa con la Notre Dame di Manchester al primo giro, Miss Bardahl si inclinò troppo di punta, e lo scafo si ruppe a metà proprio davanti alla giuria. Musson fu ritrovato con la faccia in acqua, privo di coscienza e poco dopo venne dichiarato morto da un ospedale locale a cui fu trasportato d'urgenza. La causa dell'incidente non fu mai identificata. Come se non bastasse, tre ore dopo nella gara finale della manifestazione, Manchester e Wilson, con le rispettive Notre Dame e Miss Budweiser, si scontrarono fra di loro, aggiungendosi al numero dei caduti: quel giorno segnò così tanto questo sport in negativo da esser stato ribattezzato "Black Sunday". Ole Bardahl decise di ritirare la sua squadra a causa della tragedia; lui stesso era troppo afflitto dopo aver perso il miglior pilota della carriera sportiva di Bardahl in questo sport, il suo ex pilota, e il marito di sua figlia.
Miss Bardahl si presentò la stagione successiva, con Billy Schumacher in cabina e una nuova versione dell'idroplano, con il motore davanti al pilota, in base al progetto di Ed Karelsen. In ricordo della perdita subita alla President's Cup dell'anno precedente, questa versione della U-40 non era più verde e gialla, bensì solo gialla, acquistando così il soprannome di Blonde Bombshell. La nuova Miss Bardahl riuscì a vincere 6 manifestazioni su 8 (nessuno era riuscito a vincere 6 manifestazioni nella stessa stagione), arrivando seconda una volta. La Gold Cup e il titolo di National High Point Champion, ancora una volta, vennero vinti dalla casa di Ballard. La performance che rimase nella storia del 1967 fu il duello fra Schumacher e Mike Thomas sulla sua Miss Budweiser, dove i piloti furono testa a testa per ben 6 giri alla British Columbia Cup, ma dopo molta fatica fu Thomas ad avere la meglio.
Il 1968 vide l'ultimo anno di partecipazione attiva da parte del proprietario Ole Bardahl, e per l'occasione, lo storico U-40 venne sostituito in U-1 per celebrare i successi ottenuti negli anni. Anche l'aspetto generale venne rinnovato, passando dal giallo al giallo con motivo nero a scacchi che valse a Miss Bardahl il soprannome di Checkerboard Comet. Nel corso della stagione, Miss Bardahl fu combattuta aspramente da Warner Gardner con la sua Miss Eagle Electric. Inoltre, si dimostrò stranamente incapace nel concludere le gare, tanto da non ottenere alcun punto in ben 4 manifestazioni, a Washington, Seattle, Guntersville e Tri-Cities: a queste ultime due e a Madison, nelle sessioni finali, Schumacher fece delle pessime partenze. Ciò nonostante, verso la Gold Cup di Detroit, Miss Bardahl vinse tre manifestazioni (Wisconsin Cup, Indiana Governor's Cup, e Diamond Cup), e Miss Eagle Electric altre tre (Atomic Cup, Dixie Cup e President's Cup). Giunti alla manifestazione di Detroit, valida per l'assegnazione della Gold Cup, successe l'ennesimo incidente fatale, questa volta proprio al pilota Warner Gardner, sulla stella nascente Miss Eagle Electric, al terzo giro, con la distruzione dell'idroplano vicino allo Yacht Club di Detroit. Si decise così di disputare la competizione da capo, dove si assistette ad un duello tanto acceso tra Schumacher e Bill Sterett sulla nuova Miss Budweiser da portare i due piloti a un testa a testa continuo per tutta la gara. Alla fine la vittoria fu di Miss Bardahl, che vinse così la sua quinta Gold Cup e il sesto National High Point Champion. Questa nuova Miss Budweiser era virtualmente il clone ed erede di Miss Bardahl: basata sul progetto di Karelsen, riuscirà a vincere il titolo di National High Point Champion per i 3 anni a venire.
Il 1969 segna l'ultimo anno di vita della Miss Bardahl, che era sempre competitiva, ma ebbe molti problemi col motore Rolls-Royce, che si ruppe diverse volte, sia in qualifica che durante le gare ufficiali. Quell'anno non vinse alcuna manifestazione, così Ole Bardahl decise definitivamente di vendere lo scafo a Bernie Little e i motori a Laird Pierce.

## Palmarès

### National High Point Champion
- 1958, con Ron Evans
- 1963, con Ron Musson e Don Wilson
- 1964, con Ron Musson
- 1965, con Ron Musson
- 1967, con Billy Schumacher
- 1968, con Billy Schumacher

### APBA Gold Cup
- 1963, con Ron Musson
- 1964, con Ron Musson
- 1965, con Ron Musson
- 1967, con Billy Schumacher
- 1968, con Billy Schumacher